# SonLife Broadcasting Network

Logotipo da SonLife Broadcasting Network.

A SonLife Broadcasting Network (SBN) é uma rede multimídia global religiosa de televisão, radio e transmissões pela internet. A rede é presidida pelo pastor pentecostal estadunidense Jimmy Swaggart.

## Programação
A SonLife Broadcasting Network oferece uma variedade de programas ao vivo e pré-gravados, especializada em música e educação, de interesse para as pessoas de todas as gerações e origens. A programação é constituída de música, programas de entrevistas, cultos ao vivo, programas no estúdio de televisão, programas voltados ao público jovem, programas infantis, entre outros.